# ویکا (بازیگر پورنوگرافی)
ویکا (انگلیسی: Vicca؛ زاده ۱۳ اوت ۱۹۷۴) یک بازیگر پورنوگرافی و مدل اهل روسیه است.